# Campylopus walkeri
Campylopus walkeri là một loài rêu trong họ Dicranaceae. Loài này được Mitt. A. Jaeger mô tả khoa học đầu tiên năm 1872.